# Paula Trickey
Paula Sue Trickey,  née le 27 mars 1966 à Amarillo au Texas, est une actrice américaine.

## Biographie
Son rôle le plus connu est celui du sergent Cory McNamara dans la série Pacific Blue diffusée sur le réseau câblé américain, de 1996-2000.
Elle est aussi apparue dans de nombreuses séries télévisées, comme Beverly Hills 90210,  Le Rebelle, Sliders, les mondes parallèles, Walker, Texas Ranger, Alerte à Malibu et Les Frères Scott. 
Elle joue dans les troisième et quatrième saisons de Newport Beach où elle joue la mère de Taylor Townsend, un des personnages principaux.
Elle a joué dans de nombreux téléfilms : Le Cadeau de Carole, La Peur d'un rêve, Prise au piège, La Vidéo de la honte et Le Pacte des tricheuses.
Paula Trickey est mariée à Richard Thurber et ils ont un enfant.

## Filmographie

### Cinéma
- 1992 : Maniac Cop 2: Cheryl
- 1995 : Black Scorpion : Leslie Vance
- 2012 : L'attaque de la pom-pom girl géante (Attack of the 50ft Cheerleader) : Une ancienne cheerleader
- 2013 : Blood Shot : Sanchez
- 2015 : Paul Blart : Super vigile à Las Vegas (Paul Blart: Mall Cop 2) : Une serveuse

### Téléfilms
- 1991 : Dangereuse séduction (Carnal Crimes) : Jasmine
- 1994 : Attirance fatale (A Kiss Goodnight) : Natalie Collins
- 1999 : L'honneur d'un soldat (The Base) : Kelly Andrews
- 2003 : Le Cadeau de Carole (A Carol Christmas) : Beth Fredricks
- 2005 : McBride : Le meurtre de minuit (McBride : Murder Pass Midnight) : Claire Harriman
- 2005 : La Rose noire (Gone But Not Forgotten) : Sandra Lake
- 2006 : La Peur d'un rêve (Past tense) : Kim Shay
- 2007 : Un œil sur mon mari (Til Lies Do Us Part) : Leeza Mitchell
- 2010 : Prise au piège (Locked Away) : Sasha Williams
- 2011 : La Vidéo de la honte (Betrayed at 17) : Brenda Garrett
- 2013 : Le Pacte des tricheuses (The Cheating Pact) : Liz Hamilton
- 2014 : Ma fille sous influence (Crimes of the Mind) : Marty Fowler
- 2017 : Les dix règles d'or d'une parfaite mariée (Bridal Boot Camp) : Bonnie Phillips
- 2017 : Dans les griffes de mon beau-père (Running Away) : Peggy Lewis-Taylor
- 2017 : On a échangé nos Noëls (Christmas in the Heartland) : Ida Beth

### Séries télévisées
- 1990 : Columbo : Une femme à la piscine (saison 9, épisode 2)
- 1991 : Femmes d'affaires et dames de cœur (Designing Women) : Une modèle photo (saison 5, épisode 19)
- 1991 : Dream On : Janice (saison 2, épisode 5)
- 1992 : Santa Barbara : Tonya Vargas (4 épisodes)
- 1992 : Madame est servie (Who's the Boss ?) : Une femme (saison 8, épisode 20)
- 1992 : Notre belle famille (Step by Step) : Cindy (saison 2, épisode 7)
- 1992 : Guerres privées (Civil Wars) : Celia Jecker (saison 2, épisode 7)
- 1992 - 1993 : Beverly Hills 90210 : Dottie (saison 3, épisodes 13 et 18)
- 1993 : Raven : Lisa Anderson (saison 2, épisode 10)
- 1993 : Le trésor des Alizés (Trade Winds) : Infirmière Lisa Topping (saison 1, épisodes 1 à 3)
- 1993 - 1994 : Le Rebelle (Renegade) : Lisa Bendetti (saison 2, épisodes 6 et 16)
- 1994 : Cobra : Beverly Steel / Tannis Archer (saison 1, épisode 13)
- 1994 : Waikiki Ouest (One West Waikiki) : Carla Jaynes (saison 1, épisode 4)
- 1994 : Dans l'œil de l'espion (Fortune Hunter) : Dr Sheila Kendall (saison 1, épisode 2)
- 1994 : Les Dessous de Palm Beach (Still Standings) : Suzanne Reicher (saison 4, épisode 13)
- 1994 : Alerte à Malibu (Baywatch) : Kyla Jennings (saison 5, épisodes 11 et 12)
- 1995 : Surfers Détectives (High Tide) : Samantha Harrold (saison 2, épisode 4)
- 1996 - 2000 : Pacific Blue : Cory McNamara
- 1999 : Sliders, les mondes parallèles : Lauren Perry (saison 4, épisode 19)
- 2000 : Walker, Texas Ranger : Leslie Clarkson (saison 9, épisodes 5 et 6)
- 2001 : La Loi du fugitif (18 Wheels of Justice) : Joyce (saison 2, épisode 6)
- 2004 : Les frères Scott (One Tree Hill) : Carrie (saison 1, épisode 13)
- 2005 : Les Experts : Las Vegas (CSI) : Lori Tinsley (saison 6, épisode 9)
- 2006 : Les Experts : Manhattan (CSI NY) : Kathleen Dunley (saison 2, épisode 15)
- 2005 - 2007 : Newport Beach (The O.C.) : Veronica Townsend (saison 3 et 4 - 9 épisodes)
- 2011 : The Protector : Melissa Tannoy (saison 1, épisode 12)